# Noël Gallon
Pour les articles homonymes, voir Gallon (homonymie).
Noël Gallon est un compositeur et pédagogue français né le 11 septembre 1891 à Paris et mort dans la même ville le 26 décembre 1966.

## Biographie
Noël Gallon naît à Paris le 11 septembre 1891,, dans le 6e arrondissement.
Issu d'une famille de pédagogues et de musiciens, il est initié à la musique par sa mère, professeur de piano, et son frère Jean, de treize ans son aîné.
Il étudie ensuite au Conservatoire de Paris, où il est élève d'Isidor Philipp et Édouard Risler en piano, Albert Lavignac en harmonie, Georges Caussade en contrepoint et fugue, et Charles Lenepveu puis Henri Rabaud en composition,.
En 1910, Noël Gallon est grand prix de Rome, avec sa cantate Acys et Galathée.
Au Conservatoire de Paris, il est nommé professeur de solfège en 1920, puis, succédant à André Gédalge, est professeur de contrepoint et fugue entre 1926 et 1961,. Dans ce cadre, il est l'auteur de plusieurs ouvrages pédagogiques qui firent autorité. Parmi ses élèves, on peut citer les compositeurs Maurice Duruflé, Paul Bonneau, Olivier Messiaen, Henri Dutilleux, Lukas Foss, Michel Legrand, André Lavagne, Odette Gartenlaub, Jeanine Rueff, Roger Lersy et Tony Aubin.
À partir de 1935, il est aussi directeur du concours Léopold-Bellan. Nommé chevalier dans l'ordre de la Légion d'honneur en 1932, il est promu officier en 1958.
Comme compositeur, Noël Gallon est notamment l'auteur d'un drame musical, Paysans et soldats (1911), d'un ballet écrit avec son frère Jean Gallon, Hansli le bossu (1914), d'un Concerto pour hautbois, clarinette, basson et orchestre de chambre, de quelques œuvres symphoniques, d'une suite pour flûte et piano (1921), d'une sonate pour flûte et basson (1952), d'un quintette pour harpe et cordes (1953) et de mélodies,.
Pour Alain Louvier, les compositions de Gallon « sont marquées par l'élégance et la clarté, et par un impressionnisme discret qui voile son habileté contrapuntique ».
Noël Gallon meurt à Paris le 26 décembre 1966,, dans la clinique du Trocadéro dans le 16e arrondissement. Il avait épousé Andrée Espinasse (1895-1982).

## Décoration
- Officier de la Légion d'honneur

## Œuvres

### Compositions
- Paysans et soldats, drame lyrique, opéra en cinq actes sur un livret de Pierre de Sancy, créé à la Gaîté-Lyrique le 19 mai 1911[8].
- La Marseillaise, tableau musical, créé à l'Opéra de Paris, 1912[8].
- Hansli le bossu, écrit en collaboration avec son frère Jean, 1914.
- Suite pour flûte et piano, Leduc, 1921[2].
- Récit et allegro, pour basson et piano, L'Oiseau-Lyre, 1938[9].
- Toccata, intermezzo et capriccio, pour piano, P. Noël, 1951[2].
- Sonate pour flûte et basson, Leduc, 1952[9].
- Quintette pour harpe et cordes, Lemoine, 1953[9].
- Deux livres d'Études progressives, et Dix préludes, pour piano, P. Noël, 1953[2].
- Dolor, pour violoncelle et piano, P. Noël, 1953[2].

### Ouvrages pédagogiques
- Cent dictées musicales progressives à trois parties.
- Cent dictées mélodiques difficiles à l'usage des conservatoires et écoles de musique.
- Soixante dictées d'intervalles et d'accords.
- Cours complet de dictée musicale.
- Cinquante leçons de solfège rythmique en deux volumes.
- Traité de contrepoint, avec Marcel Bitsch, éditions Durand, 1964.